# سمكة البراعة
سمكة البراعة (الاسم العلمي: Ptilichthys goodei)، نوع من الأسماك البحرية المنتمية إلى رتبة الفرخيات، وهي النوع الوحيد في جنس Ptilichthys وفصيلة Ptilichthyidae. وهي سمكة مستطيلة تشبه ثعبان البحر يصل طولها إلى 34 سم. موطنها الأصلي شمال المحيط الهادئ، من بحر بيرنغ جنوبًا إلى ولاية أوريغون.